# Schule für Gestaltung Bern und Biel
Die Schule für Gestaltung Bern und Biel (SfG BB) ist ein Kompetenzzentrum für die Berufsausbildung gestalterischer und künstlerischer Berufe. Sie bietet Vor-, Grund- und Weiterbildung in Vollzeit- oder berufsbegleitenden Lehrgängen für gestalterische Tätigkeiten am Arbeitsmarkt. Die Schule hat zwei Standorte – einen in Bern und einer in Biel.

## Geschichte
Die Schule für Gestaltung Bern und Biel entstand aus der Zusammenlegung der Kunstgewerbeschulen in Bern und Biel.

### Biel
Die Bieler Kunstgewerbeschule ist die ältere der beiden Betriebe. Bereits in den 1960er-Jahren wurde eine Zusammenlegung mit Bern diskutiert. Die Schule befand sich damals in einer Barracke an der Bözingerstrasse, später an der Gurzelenstrasse 31. 2010 wurde das ehemalige Montagewerk von Opel an der Salzhausstrasse 21⊙ bezogen, das für die Ausbildung von Grafikern genutzt wird.

### Bern
Die Kunstgewerbeschule hatte bereits Anfang der 1890er-Jahre ungefähr 70 Schüler. In Bern ist die Kunstgewerbeschule in der 1968 bis 1971 gebauten Schänzlihalde 31⊙ untergebracht. Das Gebäude wurde 1988 erweitert und wird in den 2020er-Jahren für 4,75 Mio. Franken gesamtsaniert. Der Schulbetrieb soll 2034 wieder in das angestammte Gebäude zurückkehren können. Unterdessen wird im Bernapark Deisswil ein Schulprovisorium eingerichtet.

## Bildungsangebot
Die Schule für Gestaltung Bern und Biel ist eine Berufsfachschule für verschiedene gestalterisch-künstlerische, gestalterisch-technische und gestalterisch-handwerkliche Berufe. Teil der Schule sind ausserdem zwei Fachklassen für Grafik und Keramikdesign. Im einjährigen Vorkurs «Kunst und Design» können sich Lernende auf eine gestalterische Berufslehre oder eine Fachklasse vorbereiten. Sowohl in Bern als auch in Biel wird ein Propädeutikum «Kunst und Design» angeboten, das als Vorbereitung für das Studium an einer Kunsthochschule dient. Teil der Schule ist auch eine Höhere Fachschule mit den Studienrichtungen Medienwirtschaft und Medienmanagement, Interaction Design, Visuelle Gestaltung, Fotografie sowie Produktdesign. Auf Stufe der höheren Berufsbildung können ausserdem Vorbereitungskurse für die Höhere Fachprüfung für Intermediale Kunsttherapie oder für die Berufsprüfung als Printmedienspezialist absolviert werden. Zum Bildungsangebot gehören auch öffentliche Kurse, die von allen besucht werden können, die sich in Gestaltung, Kunst und Design weiterbilden wollen. Für Kinder und Jugendliche, die gerne zeichnen, malen und gestalten gibt es ein eigenes Kursangebot. Am Standort Biel findet an der Fachklasse Grafik sowie am Propädeutikum «Kunst und Design» zweisprachiger Unterricht (deutsch und französisch) statt.

## Bekannte Absolventen
- M. S. Bastian
- Esther van der Bie
- Stefan Haenni
- Max Hari
- Walter Kretz
- Claude Sandoz
- Jonas Scheidegger
- Lorenz Spring
- Albrecht Schnider
- Laurent Schmid
- Martin Thönen
- Rudolf Mumprecht
- Roland Muri
- Stephan Bundi